# Hu Ping
Hu Ping (xinès simplificat: 胡萍, pinyin: Hú Píng; Changsha, Hunan, 1910-?) fou una actriu, guionista i cineasta xinesa. Va començar a actuar a Xangai, a la indústria del teatre, i va ser coneguda al cinema dels anys trenta, arribant a guionitzar pel·lícules i sent valorada com a crítica de cinema.
Fou una popular actriu durant la dècada del 1930, que es va incorporar als estudis Youlian el 1931, a Mingxing el 1932, a Yihua el 1933, i a Xinhua el 1936.
Es desconeix el seu destí després de la Segona Guerra Sinojaponesa. Va marxar a Hong Kong després de l'Incident del Pont de Marco Polo el 1937, però no va poder treballar. Es diu que allà va trobar l'amor i va viure com una celebritat, dedicant-se a l'oci. Després de la invasió japonesa de Hong Kong el 1941, va fugir a la capital provisional de la República de la Xina, Chongqing. Segons algunes versions, s'hauria casat a contracor amb el comandant de les tropes del Kuomintang a Yunnan, com a segona esposa, i va ser apallissada i tancada després d'intentar fugir, moment en el qual s'hauria suicidat.

## Carrera
Durant l'etapa estudiantil, Hu Ping treballava a una cafeteria de Changsha quan va ser descoberta per Tian Han, que en aquell moment començava a guanyar-se la vida com a dramaturg i posteriorment seria l'escriptor de la lletra de la Marxa dels Voluntaris, himne nacional de la República Popular de la Xina.
Han la va introduir al món de la interpretació, primer a obres teatrals i posteriorment al cinema. Va començar a actuar al Dadao Jushe de Xangai, on guanyar experiència actuant en diferents obres.
Comença a treballar en el món del cinema el 1931, a la Youlian. El 1932 s'uneix a la Lliga de Dramaturgs Esquerrans, i comença a treballar per a la Mingxing Yingpian Gongsi, on escriuria el guió i protagonitzaria la pel·lícula Zizi de Beiju.
Hu Ping va ser una figura reconeguda en el món del cinema xinés dels anys 30, realitzant tasques reservades fins aquell moment a homes, i entraria al món de la cultura esquerrana xinesa de la mà de Tian Han, una de les personalitats més rellevants de l'escena en aquell moment.